# قنطيون أملد
قنطيون أملد (الاسم العلمي:Canthium sarmentosum) هو نوع من النباتات يتبع جنس القنطيون من الفصيلة الفوية.